# Giverville
Giverville är en kommun i departementet Eure i regionen Normandie i norra Frankrike. Kommunen ligger i kantonen Thiberville som tillhör arrondissementet Bernay. År 2022 hade Giverville 382 invånare.

## Befolkningsutveckling
Antalet invånare i kommunen Giverville
Referens:INSEE